# Malformazione artero-venosa
La malformazione artero-venosa (o MAV, o dall'inglese AVM) è una malformazione della disposizione e connessione fra vene e arterie, tipicamente di natura congenita.
Consiste dunque di un groviglio di vasi dilatati che crea un anomalo sistema di comunicazione tra il sistema arterioso e quello venoso è quindi una vera fistola artero-venosa. È un'anomalia di sviluppo, che rappresenta la persistenza di un dispositivo vascolare embrionale, e non una neoplasia, sebbene i vasi che la costituiscono proliferino con il passare del tempo.
Si tratta cioè di malformazioni vascolari in cui per un errore embriologico in un certo distretto vascolare viene a mancare il sistema dei capillari per cui le arterie riversano sangue arterioso direttamente nelle vene. Sangue a pressione più alta di quella consueta per il sistema venoso, sangue ad alta velocità perché da una pressione media di 100 mm di Hg passa alla pressione del sistema venoso che è intorno a 0 mm di Hg.
Le MAV variano per dimensione, da una piccola malformazione di pochi millimetri di diametro localizzata nella corteccia o nella sostanza bianca a un'enorme massa di vasi tortuosi che, in rari casi, comprende uno shunt (in italiano derivazione, cortocircuito) artero-venoso di grandezza tale da aumentare la gittata cardiaca. In prossimità della lesione principale si trovano arterie afferenti ipertrofiche e dilatate, che scompaiono al di sotto della corteccia e si suddividono in una rete di vasi dalle pareti sottili i quali si connettono direttamente con le vene drenanti. Queste ultime formano spesso vasi pulsanti molto dilatati, che drenano il sangue arterioso. La situazione che si viene a creare è quella di vene (con parete quindi sottili rispetto alle arterie) sotto una pressione di 100 volte superiore a quella che di solito devono sopportare. È facile a pensare che una vena dilatata dal sangue arterioso possa rompersi e dare una emorragia. Se si rompe una vena superficiale a contatto con lo spazio subaracnoideo la sua rottura determina una emorragia subaracnoidea. Se il vaso che rompe è profondo, intraparenchimale, si avrà una emorragia intraparenchimale oppure si ha una forma mista cerebromeningea.

## Sintomatologia e diagnosi
I sintomi e segni clinici dipendono dalla localizzazione dell'anomalia, più dell'80% si mostra asintomatico.
Sebbene la lesione sia presente dalla nascita, l'inizio dei sintomi si ha generalmente tra il 10º e il 30º anno di età occasionalmente è ritardato fino a 50 o più anni. La prima manifestazione clinica, nella metà circa dei pazienti, è un'emorragia subaracnoidea. La prima emorragia può essere letale, ma in oltre il 90% dei casi l'emorragia si arresta e il paziente sopravvive la probabilità di una emorragia è di circa il 4%/anno (in dieci anni quindi la probabilità di sanguinamento è del 40%) nel 30% dei pazienti, la prima e unica manifestazione è costituita da una crisi epilettica, nel 20% da cefalea. La crisi epilettica può fra l'altro essere spiegata da microsanguinamenti con stravaso di metaemoglobina notoriamente epilettogena. Le MAV giganti possono provocare un deficit neurologico lentamente progressivo, a causa della compressione di strutture adiacenti da parte della massa vascolare in espansione e della derivazione di sangue in canali vascolari molto dilatati (furto intracerebrale) con ipoperfusione del tessuto normale circostante. Infatti una MAV indipendentemente dalla emorragia può dare deficit neurologici perché la MAV che è un sistema a bassa pressione si comporta come una spugna. In altre parole il sangue preferisce prendere la via della MAV anziché la via dei capillari che vanno a nutrire il tessuto circostante. Progressivamente si instaurerà una ischemia cerebrale che nelle aree critiche può avere come conseguenza un deficit neurologico.

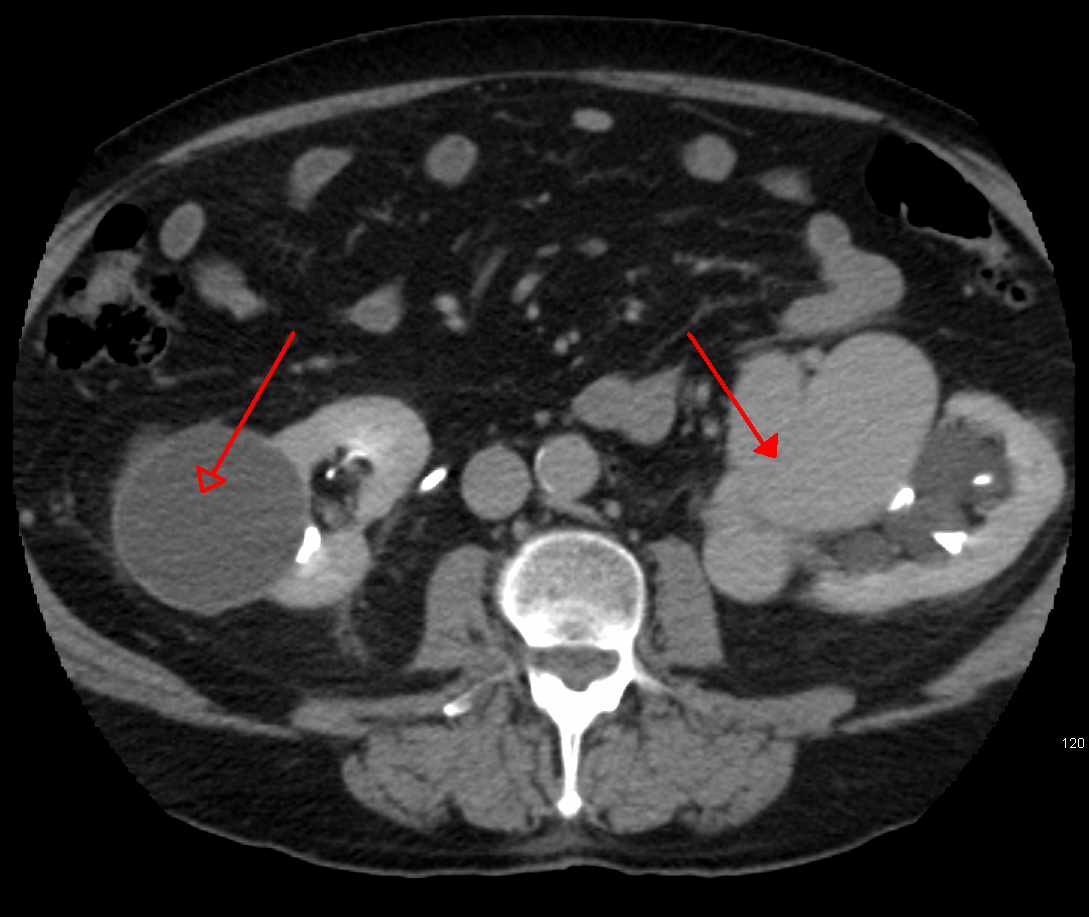
TC mostrante una malformazione artero-venosa del rene sinistro e una cisti semplice del rene di destra

Frequentemente, una o entrambe le carotidi evidenziano pulsazioni insolitamente intense nel tratto cervicale. Un soffio sistolico percepito sulle carotidi cervicali o sul processo mastoideo, oppure sui globi oculari di un giovane adulto è un segno quasi patognomonico di MAV. Il 95% delle MAV è evidenziato da una TAC cranica con mezzo di contrasto l'angiografia cerebrale fornisce la diagnosi di certezza e mostra MAV con diametro maggiore di 5 mm.

## Terapia
Il trattamento varia a seconda dei casi, solitamente si ricorre a chirurgia o alla radioterapia.
Lo scopo principale del trattamento è quello di prevenire l'emorragia attraverso l'obliterazione della malformazione. Il trattamento di elezione è la chirurgia con escissione microchirurgica della MAV: il 20-40% delle MAV è suscettibile di asportazione totale con mortalità intraoperatoria del 2-5% e morbidità variabile dal 5 al 25%.
In altri casi sono stati intrapresi tentativi volti a obliterare i vasi malformati per mezzo della legatura delle arterie afferenti, dell'embolizzazione artificiale e di sostanze sintetiche a presa rapida, che vengono iniettate da un palloncino, pervenuto in loco tramite un vaso afferente. Si procede tramite l'arteria femorale fino alla arteria che nutre il nidus della MAV, poi si iniettano particelle (muscolo, gelfoam, ecc.) o colla (che solidifica al contatto con il sangue). Vi è un 5% di complicazioni piuttosto serie, che vanno dal fatto che le particelle o la colla "scappano" per via venosa e trombizzano seni o migrano fino alle arterie polmonari. Altra possibile complicanza è l'obliterazione di un'arteria che nutre il parenchima nervoso. Il trattamento endovascolare è efficace nella completa obliterazione solo nel 10% dei casi. Il rimanente 90% deve essere sottoposto a trattamento microchirurgico o radiochirurgico. La radiochirurgia è l'irradiazione con raggi gamma della MAV con modalità sterotassica e sfrutta il fatto che le radiazioni hanno il potere di indurre nel giro di due anni una proliferazione endoteliale endovascolare con chiusura progressiva e ialinizzazione della malformazione. L'indicazione è per quelle malformazioni che, essendo di difficile accesso e inferiori a 2,5 cm, comporterebbero gravi deficit con la chirurgia. L'efficacia della radiochirugia è valutata intorno al 90% entro due anni e comporta un rischio di danno da raggi al tessuto nervoso circostante di circa il 3%. È evidente da quanto detto che nei due anni dopo la radiochirurgia il malato resta a rischio di ulteriore sanguinamento. Pertanto, in caso di esordio con emorragia e laddove sia tecnicamente possibile, il trattamento ideale resta la chirurgia preceduta dall'embolizzazione. Di solito il primo approccio è quello endovascolare, che riduce in modo notevole l'apporto arterioso. Questa modalità di trattamento consente di procedere all'intervento chirurgico, se la MAV è superiore ai 2,5 cm, o alla radiochirurgia, se la MAV è inferiore a 2,5 cm.